# Exocentrus mindoroensis
Exocentrus mindoroensis là một loài bọ cánh cứng trong họ Cerambycidae.